# Everton Luiz
Everton Luiz Guimarães Bilher dit Everton Luiz, né le 24 mai 1988 à Porto Alegre au Brésil, est un footballeur brésilien qui joue au poste de milieu de terrain.
Au cours de sa carrière, il a joué pour plusieurs clubs au Brésil, au Mexique, aux États-Unis, en Suisse, en Serbie et en Italie.

## Biographie

### Débuts
La carrière professionnelle d'Everton Luiz commence avec des clubs brésiliens entre 2008 et 2013, où il joue pour Ponte Preta, Palmeiras, Marília, Bragantino, Criciúma et le Clube de Regatas Brasil, avec lequel il a remporté deux championnats de l'Alagoas en 2012 et 2013, il fait également partie de l'équipe type du championnat au cours de ces deux saisons,.
Cette période comprend deux périodes hors du Brésil sous forme de prêt, la première en 2008, en Roumanie avec le FC Gloria Buzău. Puis en 2012 au Mexique avec le San Luis FC.

### Passage en Suisse (2013-2016)
Everton Luiz commence son aventure dans le football européen en 2013, lorsqu'il rejoint le club suisse du FC Lugano, avec lequel il est vice-champion du championnat de Suisse de deuxième division en 2014.
Le 25 juin 2014, il rejoint un autre club suisse, le FC Saint-Gall et signe un un contrat de trois ans.

### Partizan Belgrade (2016-2018)

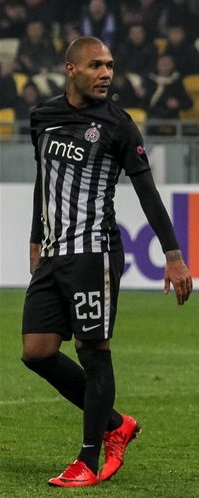
Everton Luiz avec Partizan en 2017.

Début janvier 2016, le FK Partizan Belgrade annonce la signature du milieu de terrain brésilien Everton Luiz, pour un contrat de deux ans et demi, portant le numéro 25 avec le club de la capitale serbe.
Everton Luiz fait ses débuts sous le maillot du FK Partizan le 25 février 2016, lors du derby éternel face à l'Étoile rouge de Belgrade.
Le 16 avril 2016, il sauve le Partizan Belgrade de la défaite dans le derby éternel, en marquant le but d'égalisation contre l'Étoile rouge, avec un tir à 40 mètres à la fin du match. Lors de sa première demi-saison en Serbie, Everton gagne la coupe de Serbie, après la victoire contre le FK Javor Ivanjica en finale, le 11 mai 2016.
La saison qui suit, le FK Partizan remporte le doublé, Everton Luiz dispute un total de 34 matches toutes compétitions confondues, avec un but et une passe décisive. Il est également choisi dans l'équipe type du championnat à la même saison.
Le 24 août 2017, Everton fait une passe décisive dans une victoire 4-0 contre le MOL Fehérvár FC lors du match retour des barrages de la Ligue Europa. Dans la phase de groupes de la Ligue Europa 2017-2018, Luiz dispute les 6 matches et a aidé l'équipe à passer la phase de groupes, pour la première depuis 2005.

### Serie A puis MLS (2018-2022)

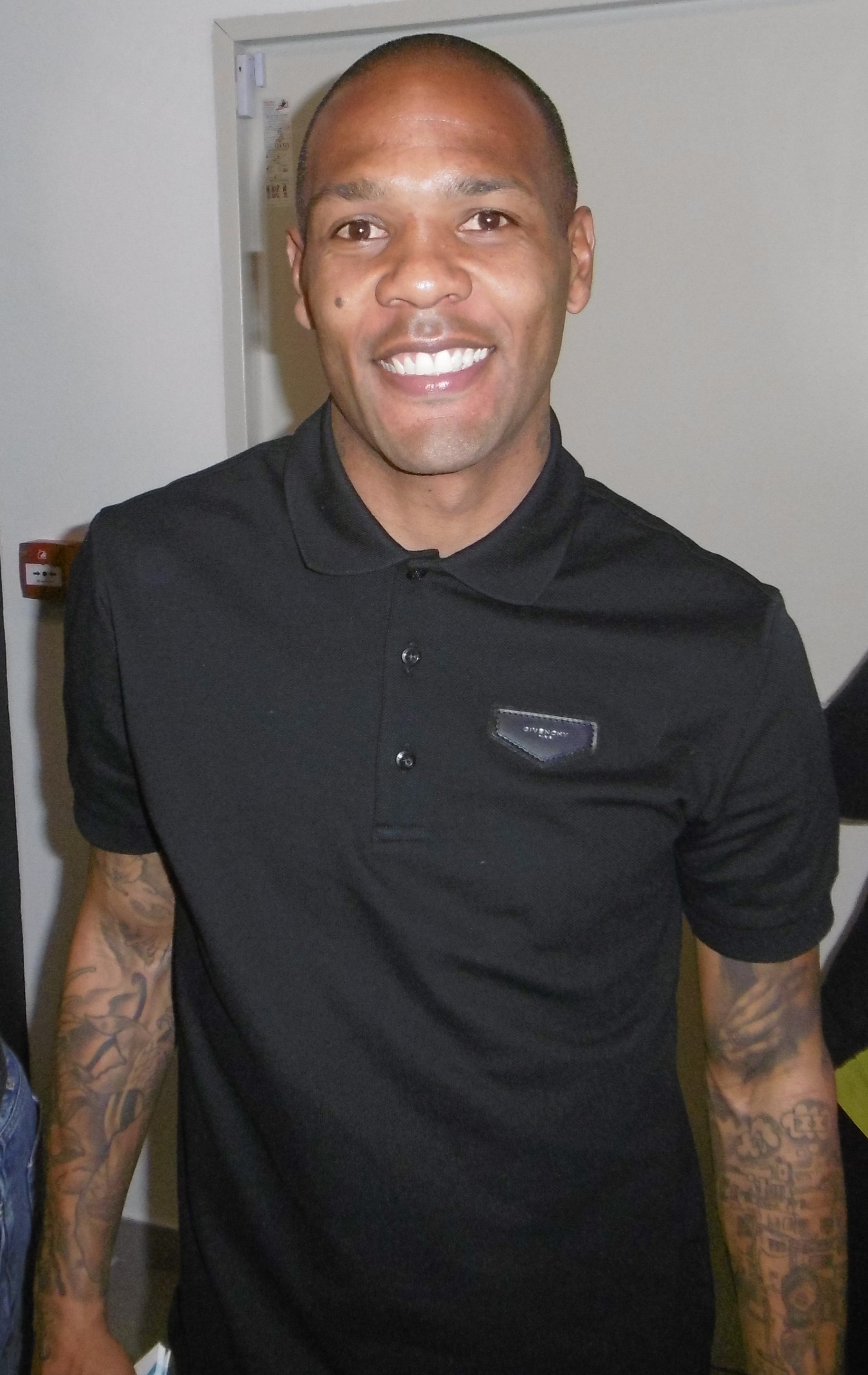
Everton Luiz en mars 2018.

En janvier 2018, la SPAL engage Everton Luiz avec un contrat de deux ans et demi pour 600 000 euros, qu'il paye au Partizan Belgrade.
Avec la Biancazzurri, Luiz découve la Serie A, où il participe à 21 matches sur deux saisons, en plus de 2 matches de coupe.
En janvier 2019, il est prêté à la franchise américaine de la Major League Soccer, le Real Salt Lake, qui a utilisé la clause du contrat et a acheté le contrat d'Everton Luiz, après avoir disputé 25 matches en MLS en 2019, l'aidant à mener aux demi-finales de conférence.
Avec les Royals, le milieu défensif brésilien participe au total à 86 matches et délivre 3 passes décisives.

### Retour en Europe (depuis 2022)
Le 12 juillet 2022, Everton Luiz revient en Europe et signe avec le club belge du SK Beveren qui évolue en Challenger Pro League.

## Palmarès

### En club
Clube de Regatas Brasil
- Champion de l'Alagoas en 2012[1] et 2013[2].

 FC Lugano
- Vice-champion de Suisse de deuxième division en 2014.

 FK Partizan Belgrade
- Champion de Serbie en 2017.
- Vice-champion de Serbie en 2016 et 2018.
- Vainqueur de la coupe de Serbie en 2016 et 2017.

### Distinctions personnelles
- Membre de l'équipe type du championnat de l'Alagoas en 2012[3] et 2013[4].
- Membre de l'équipe type du championnat de Serbie en 2017[12].